# خطوة واحدة خاطئة (فلم)
خطوة واحدة خاطئة (بالإنجليزية: One False Move) فيلم الإثارة والجريمة الأمريكي عام 1992 من إخراج كارل فرانكلين وشارك في كتابته بيلي بوب ثورنتون. الفيلم من بطولة ثورنتون إلى جانب بيل باكستون وسيندا ويليامز. كان الإنتاج ذو الميزانية المنخفضة على وشك أن يتم، ويصدر مباشرة إلى الفيديو المنزلي عند الانتهاء، لكنه أصبح شائعًا بين الناس، مما أقنع الموزع بإعطاء الفيلم إصدارًا إلى دور العرض. صوّت الناقد السينمائي جين سيسكل على هذا الفيلم باعتباره الفيلم المفضل له عام 1992.

## طاقم التمثيل
- بيل باكستون: في دور شريف ديل "إعصار" ديكسون
- بيلي بوب ثورنتون: في دور راي مالكولم
- سيندا ويليامز: في دور ليلى ووكر "فانتازيا"
- مايكل بيتش: في دور فرانكلين "بلوتو"
- جيم ميتزلر: في دور المحقق دودلي "دود" كول
- إيرل بيلينغز: في دور المحقق جون ماكفيلي
- جون ماهوني: في دور رئيس جنكينز
- ماكس سيغار: في دور  مساعد الرئيس
- روبرت بيلي: في دور ملازم أول
- روبرت جينافين: في دور نائب تشارلي
- ناتالي كانرداي: في دور شيريل آن ديكسون (زوجة ديل)
- ميريديث جيتا دونوفان: في دور بوني ديكسون
- كيفن هانتر: في دور روني ووكر
- فيليس كيركلين: في دور السيدة ووكر (والدة ليلا وروني)
- روبرت أنتوني بيل: في دور بايرون ووكر (ابن ليلا)
- روكي جيورداني: في دور بيلي ذا فيس
- جيسي دابسون: في دور "بيفر"
- جينيفر واتسون جونستون: في دور كيم
- جيمي بريدجز: في دور بوبي
- لورين تايلر: في دور ماركو
- ينكر باين: في دور زوجة ماركو[4]

## ملخص أحداث الفيلم
يعثر محققو إدارة شرطة لوس أنجلوس، بعد سرقة مخدرات عنيفة، على هوية الثلاثي، صاحب الذكاء السادي وخريج الكلية ليني «بلوتو» فرانكلين، وصديقه غير اللامع راي مالكولم وصديقته فانتازيا. تشير تحقيقاتهم الإضافية إلى أن المجرمين يفرون إلى ستار سيتي في أركانساس. يتوجه رئيس الشرطة المحلي ديل «إعصار» ديكسون إلى المدينة الصغيرة، ويستعين برجل من عائلة يوكل، الذي اعتاد على حل القضايا المحلية، وهو مفتون بفرصة المشاركة في مطاردة للهاربين، ويقيم صداقة مع المحققين. عندما يرى صورة فانتازيا، يتعرف عليها على أنها ليلى ووكر وتبدأ المطاردة.

## استقبال الفيلم
أشاد هال هينسون، الكاتب في صحيفة واشنطن بوست، بالفيلم وكتب: «فيلم إثارة مع إحساس مثير للتوتر. أخرجه المخرج الجديد كارل فرانكلين، قوته تأتي من بساطة أسلوبه»، وأشاد الناقد السينمائي روجر إيبرت بمخرج الفيلم في مقالته حيث كتب: «إخراج قوي. يبدأ بسيناريو غير عادي ثم يجد النغمات والأمزجة المناسبة لكل مشهد». اعتبارًا من سبتمبر 2020، حصل الفيلم على تقييم 94% على موقع الطماطم الفاسدة.

## وصلات خارجية
- خطوة واحدة خاطئة على موقع IMDb (الإنجليزية)
- خطوة واحدة خاطئة على موقع ميتاكريتيك (الإنجليزية)
- خطوة واحدة خاطئة على موقع روتن توميتوز (الإنجليزية)
- خطوة واحدة خاطئة على موقع نتفليكس (الإنجليزية)
- خطوة واحدة خاطئة على موقع ألو سيني (الفرنسية)
- خطوة واحدة خاطئة على موقع Turner Classic Movies (الإنجليزية)
- خطوة واحدة خاطئة على موقع أول موفي (الإنجليزية)
- خطوة واحدة خاطئة على موقع بوكس أوفيس موجو (الإنجليزية)
- خطوة واحدة خاطئة على موقع فيلمافينيتي (الإسبانية)
- خطوة واحدة خاطئة على موقع قاعدة بيانات الأفلام السويدية (السويدية)